# محمد علي خير
محمد على خير صحفي مصري. من مواليد محافظة الغربية عام 1964. حصل على بكالوريوس الإعلام قسم صحافة من كلية الإعلام جامعة القاهرة عام 1986 بتقدير عام جيد جدًا مع مرتبة الشرف. وهو عضو نقابة الصحفيين المصرية منذ يوليو 1987.

## العمل
وقد التحق فور تخرجه في صحيفة الوفد وعمل فيها محرراً تحت التمرين بقسم التحقيقات، ثم انتقل إلى قسم الإخراج الصحفي أثناء فترة رئاسة تحرير الأستاذ مصطفي شردي. وسافر إلى السعودية وعمل بجريدة الرياض السعودية.وعاد إلى مصر عام 1993.
وقد شارك بالرأي والخبرة في وضع الخطط الرئيسية لتأسيس العديد من الصحف المصرية، منها المصري اليوم – البلد – العالم اليوم – المال – الميدان – عين –الحلوة-الوطني اليوم.
أجري ما يقرب من مائة حوار صحفي مع مختلف الشخصيات السياسية والرسمية والحزبية والرياضية والمثقفين والعلماء، ونشرتها جريدة العربي في الفترة من 2004-2006 ويكتب حالياً بصفة غير منتظمة في العربي.
وقد تولى رئاسة تحرير جريدة الميدان المصرية من 2006 وحتى 2008 وشارك بالكتابة في جريدة الدستور المصرية في التحقيقات الصحفية والمقال. وله عمود يومي بجريدة الدستور تحت عنوان (كلمة حرة) وقد نشره للمرة الأولى في فبراير 2009 واستمر حتى 2011.
يكتب مقالا يوميا في صحيفة المصريون الورقية.
ويقدم محمد علي خير برنامجاً إذاعيا علي محطة مصر باسم (مصر في ساعة) خمسة أيام في الأسبوع.

## مؤلفات
صدر له كتاب (الطريق إلى قصر العروبة) في ثلاث طبعات فبل ثورة يناير مباشرة. حيث صدرت الطبعة الأولى في يناير 2011. وفي هذا الكتاب يحلل الكاتب القوى التي تتحكم في اختيار رئيس مصر القادم ويتنبأ بأن نظام مبارك سوف يهتز في حالة نزول مائة ألف مصري في ميدان التحرير لمدة ثلاثة أيام وليالٍ متتالية وهو ما حدث بالفعل. كما يتنبأ الكتاب بظهور الشباب التكنولوجي كقوة مؤثرة في الساحة السياسية.
كما صدر له الكتاب الثاني (في انتظار وطن) في أوائل العام 2013 وكتب له المقدمة الإعلامي حمدي قنديل وهذا الكتاب هو الجزء الثاني للإصدار الأول (الطريق إلى قصر العروبة)

## جوائز
حصل على خمس جوائز من نقابة الصحفيين المصرية أعوام 2000 و 20006 و 2009 وهو الفائز الوحيد بثلاث جوائز دفعة واحدة في التحقيق الصحفي والحوار والمقال السياسي. كما أنه الوحيد الذي جمع بين جوائز الإخراج الصحفي والتحرير الصحفي.
يعمل حاليا مستشار عام التحرير لجريدة المال اليومية الاقتصادية.

## وصلات خارجية
- محمد علي خير على موقع قاعدة بيانات الأفلام العربية
- دار الإعلام العربية